# Hermann Rüfenacht (Jurist)

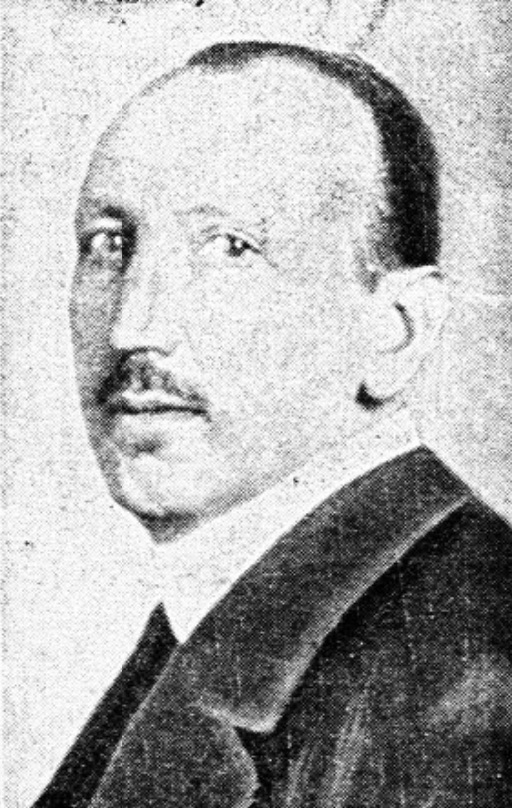
Hermann Rüfenacht (1913)

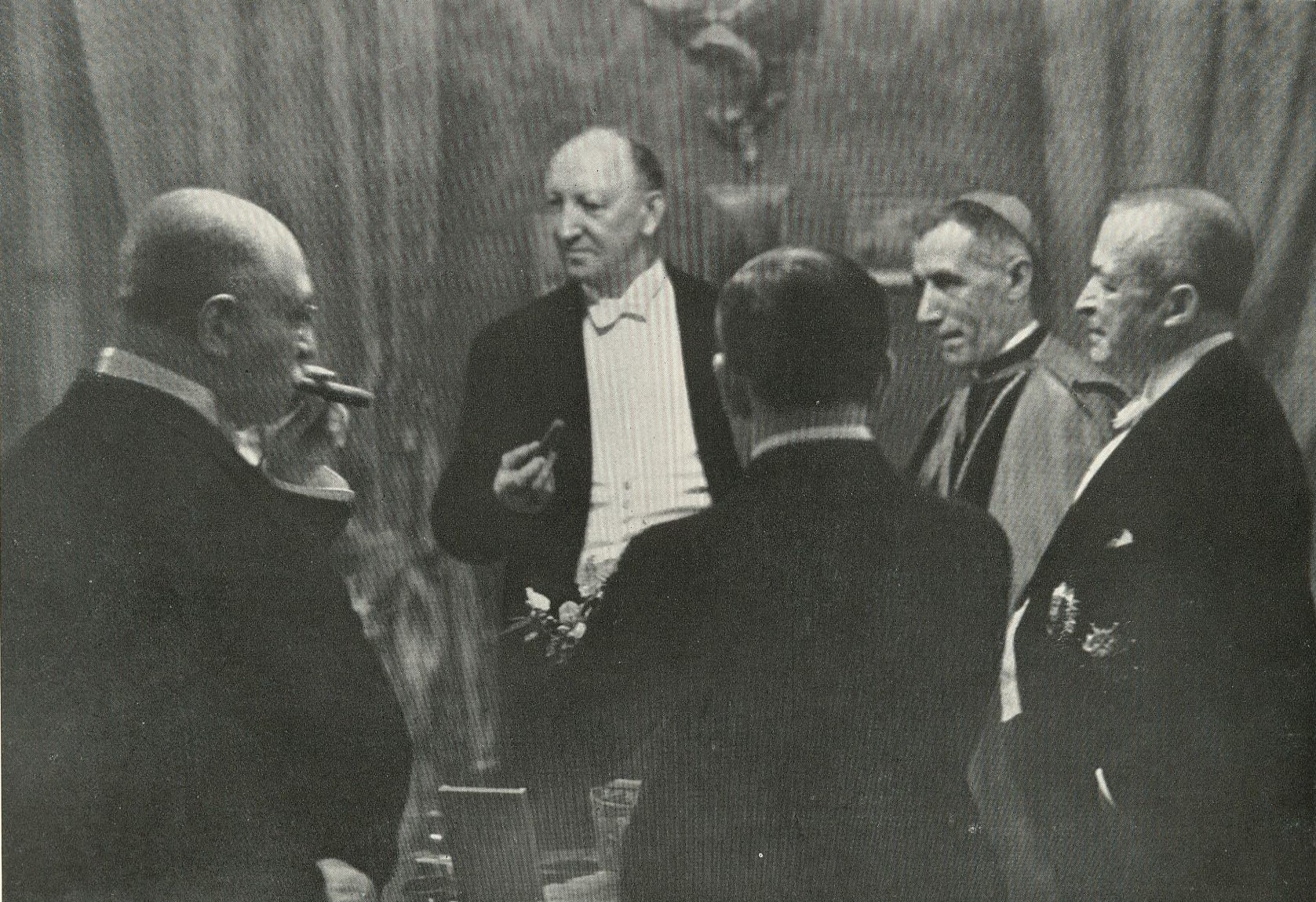
Oscar Wassermann; Hermann Rüfenacht; Cesare Orsenigo; Ismael Fuentes

Karl Hermann Rüfenacht (* 28. Juni 1867 in Bern; † 22. Februar 1934 ebenda) war ein Schweizer Jurist und Diplomat.

## Leben und Wirken
Rüfenacht besuchte das Gymnasium in Bern und studierte von 1885 bis 1891 Rechtswissenschaften in Genf, Bern, Berlin und Wien. Das Studium schloss er 1892 mit einer Dissertation zum Thema Das Litterarische und Künstlerische Urheberrecht in der Schweiz mit Besonderer Rücksicht auf die Bestehenden Staatsverträge ab.
Nach dem Studium war Rüfenacht zunächst bei einer Versicherungsgesellschaft in Paris angestellt, bevor er von 1893 bis 1913 als Anwalt in Bern arbeitete, er spezialisierte sich auf Versicherungsfragen. Von 1913 bis 1922 war er erster Direktor des Bundesamts für Sozialversicherungen, wo er an der Entwicklung der AHV und einer Versicherungskasse für das eidgenössische Personal mitwirkte. In den frühen 1920er Jahren wechselte er in den diplomatischen Dienst der Schweizerischen Eidgenossenschaft. Von 1922 bis 1932 amtierte er als Schweizer Gesandter für das Deutsche Reich in Berlin.
Von 1900 bis 1904 vertrat er die FDP im Berner Stadtrat (Parlament).

## Schriften
- Das litterarische und künstlerische Urheberrecht in der Schweiz mit besonderer Rücksicht auf die bestehenden Staatsverträge. K. J. Wyss, Bern 1892. (Zugl. Diss. jur. Bern).
- Rekurs für Leo Gröner, Wein- und Spirituosengrosshändler in Zürich. Stämpfli, Bern 1897.